# Himério (cirurgião)
Himério (em latim: Himerius) foi um romano antigo do começo do século IV, que atuou como cirurgião veterinário. Ele escreveu sobre o cuidado de cavalos e foi contemporâneo de Apsirto.